# Nanoščica - porečje
Nanoščica - porečje este o arie protejată (arie de protecție specială avifaunistică — SPA) din Slovenia întinsă pe o suprafață de 1.927,47 ha, integral pe uscat.

## Localizare
Centrul sitului Nanoščica - porečje este situat la coordonatele 45°46′44″N 14°07′57″E / 45.7789°N 14.1325°E.

## Înființare
Situl Nanoščica - porečje a fost declarat arie de protecție specială avifaunistică în aprilie 2004 pentru a proteja 3 specii de animale.

## Biodiversitate
Situată în ecoregiunile alpină și continentală, aria protejată nu include niciun habitat protejat.
La baza desemnării sitului se află mai multe specii protejate de  păsări (3): lăcar-de-lac (Acrocephalus scirpaceus), cristeiul de câmp (Crex crex), sfrâncioc roșiatic (Lanius collurio).